# Nikłonie
Nikłonie (Dixidae) – rodzina muchówek z podrzędu długoczułkich i infrarzędu Culicomorpha. Dawniej traktowana jako podrodzina Dixinae w rodzinie komarowatych.

## Opis

### Owady dorosłe
Ciało drobne (długości według jednych źródeł do 4 mm, według innych około 10 mm), zwykle ciemne, brunatne, rdzawe, rzadziej jasnożółte. Skrzydła stosunkowo szerokie, przezroczyste lub zadymione. Czułki długie, 16-członowe, o skapusie krótkim, pedicelu kulistym, a biczyku długim, opuszonym krótkimi włoskami. Kłujka sztywna i krótka. Głaszczki szczękowe szerokie, 4-członowe, dłuższe od kłujki. Tułów mocno wypukły. Golenie odnóży przednich i środkowych bez grzebienia, tylnych natomiast rozszerzone z tyłu i z dobrze wykształconym podwójnym grzebieniem. Empodium stóp zredukowane, dochodzące najdalej do nasady pazurka. Przylg brak. Na skrzydłach drobne włoski, grubsze na żyłkach. Przezmianki duże i szerokie. Odwłok długi. Gonokoksyt i gonostyl zazwyczaj dobrze wykształcone.

### Larwy
Larwy IV stadium różnią się od larw wodzieni i komarów: pierwszym, wolnym oraz częściowo zlanymi: drugim i trzecim, segmentami tułowia nie szerszymi od odwłoka, odwłokiem 10-segmentowym oraz płytką przetchlinkową na VIII i IX segmencie nie tworzącą jednej całości. Larwy nikłoni mają ponadto ciało walcowate, o spłaszczonej brzusznej powierzchni i obracającą się o 90° w obie strony głowę. Na grzbietowej stronie członów II-VII odwłoka występować mogą rozetki grzbietowe, na brzusznej stronie segmentów I i II przysadki ruchowe, a na brzusznej stronie segmentów V, VI i czasem VI, wałeczki do pełzania.

### Poczwarki
Listkowate wyrostki płetwowe na ostatnim segmencie odwłoka nieruchome, o rozszerzonej podstawie, a wierzchołku zaostrzonym. Syfony krótkie i woreczkowate.

## Biologia i występowanie
Larwy wodno-lądowe, wszystkożerne. Żyją w wodach stojących lub wolno płynących, silnie zarośniętych. Często wypełzają na wystające z wody rośliny. Spotykane na brzegach małych stawów, bagnach i silnie porośniętych rowach. Larwy zimujące, zimują poza zbiornikiem wodnym. Osobniki dorosłe nie odżywiają się krwią i prawdopodobnie w ogóle nie pobierają pokarmu.
W Polsce stwierdzono 11 gatunków.

## Systematyka
Do rodziny tej zalicza się 8 rodzajów:
- Asiodixa
- Dixa Meigen, 1818
- Dixella
- Meringodixa
- Mesodixa
- Metadixa
- Neodixa
- Nothodixa

## Wybór gatunków
Rodzaj Dixa: 
Podrodzaj Dixa s. str.  (sensu stricto)
- Dixa (Dixa) caudatula Seguy, 1928
- Dixa (Dixa) dilatata Strobl, 1900 – występuje w Polsce
- Dixa (Dixa) maculata Meigen, 1818
- Dixa (Dixa) mera Seguy, 1930
- Dixa (Dixa) nebulosa Meigen, 1830 – występuje w Polsce
- Dixa (Dixa) nubilipennis Curtis, 1832
- Dixa (Dixa) obsoleta Peus, 1934
- Dixa (Dixa) perexilis Seguy, 1928
- Dixa (Dixa) pubeula Loew, 1949
- Dixa (Dixa) serrifera Edwards, 1928
- Dixa (Dixa) sobrina Peus, 1934 – występuje w Polsce
- Dixa (Dixa) submaculata Edwards, 1920
- Dixa (Dixa) tetrica Peus, 1834

Podrodzaj Paradixa Tonnoir, 1924
- Dixa (Paradixa) aestivalis Meigen, 1818 – występuje w Polsce
- Dixa (Paradixa) amphibia (Degeer, 1776)
- Dixa (Paradixa) attica Pandazis, 1933
- Dixa (Paradixa) autumnalis Meigen, 1838
- Dixa (Paradixa) borealis Martini, 192
- Dixa (Paradixa) filicornis Edwards, 1921
- Dixa (Paradixa) goetghebueri Seguy, 1921
- Dixa (Paradixa) hyperborea Bergroth, 1889 – występuje w Polsce
- Dixa (Paradixa) laeta Loew, 1849 (syninimy : Dixa fuscicornis Ewdards, 1928, Dixa mediterranea Martini, 1929) – występuje w Polsce
- Dixa (Paradixa) luctuosa Peus, 1934 (synonim: Dixa nigra Martini, 1929, nec Staeger, 1840)
- Dixa (Paradixa) martini Peus, 1934 (synonim Dixa laeta Goetgheuer, 1920, nec Loew, 1849)
- Dixa (Paradixa) nigra Staeger, 1840 – występuje w Polsce
- Dixa (Paradixa) obscura Loew, 1849 – występuje w Polsce
- Dixa (Paradixa) pyrenaica Seguy, 1921
- Dixa (Paradixa) serotina Wiedemann in Meigen, 1818